# Iglesia de Santiago del Arrabal (Salamanca)

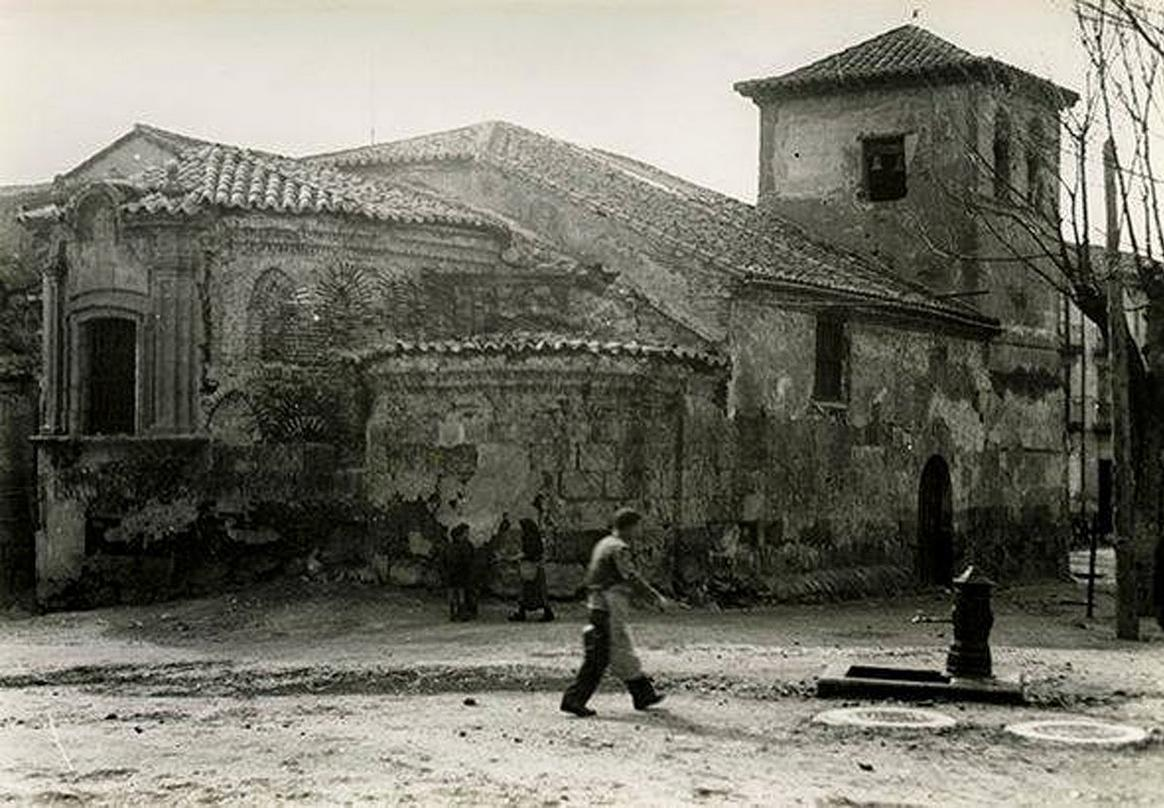
Iglesia de Santiago a inicios del. En la fotografía puede apreciarse la diferencia del templo de entonces con el actual tras la restauración de 1951-1965.

La iglesia de Santiago del Arrabal es un templo católico ubicado a las orillas del río Tormes en la ciudad de Salamanca (España). Su construcción data del siglo XII, siendo una de las más antiguas de Salamanca. Se encuentra en las cercanías del puente romano de Salamanca y del verraco de piedra (el denominado verraco del puente). Es una de las iglesias cercanas a la Ruta de la Plata antes de la entrada a la ciudad en la peregrinación jacobea. El interior fue completamente barroco en el siglo XVIII debido a las transformaciones y rehabilitaciones que se hicieron. La iglesia era importante en las celebraciones de la fiesta de Santiago en la que los representantes del ayuntamiento acudían a caballo precedidos de un heraldo con bandera. 

## Historia
Se fundó en el año 1145 como una iglesia de mozárabes. Se ubicaba en el arrabal (fuera de las murallas) y tuvo una notable relevancia, ya que cada año hasta que fue clausurada en el siglo XIX fue visitada por miembros del Ayuntamiento en el día y la víspera de Santiago. Además, hasta 1772 mantuvo, en exclusiva con la catedral, el derecho de asilo.

## Características
Se trata de un templo construido en ladrillo. Originalmente de traza exterior románico-mudéjar, las reformas emprendidas en la misma entre 1951 y 1965 dirigidas por el arquitecto vallisoletano Anselmo Arenillas, cambiaron por completo su aspecto exterior, hasta el punto de que algunos autores, como el profesor José Ramón Nieto, afirman que "tal fue la intervención arquitectónica llevada a cabo en los años cincuenta de este siglo que prácticamente nada se conserva de lo antiguo", indicando que Arenillas "inventó un nuevo edificio tras eliminar la torre, cambiar los accesos, rehacer los ábsides y las paredes internas y externas, levantar un nuevo cimborrio y una espadaña de piedra, etc. Al observar la obra final apenas se aprecian restos de la iglesia anterior.".
Actualmente presenta en su interior una reforma reciente de estética de principios del siglo XXI con un estilo artístico-catequético propio del Camino Neocatecumenal. En la nave central se observa un icono de Cristo Pantocrator pintado por el iniciador del Camino Neocatecumenal, Kiko Argüello. Se mantiene en la nave lateral derecha una pila bautismal y en la lateral izquierda una talla de Santiago Matamoros, ambas del siglo XIII.